# Austrosciapus sarinensis
Austrosciapus sarinensis är en tvåvingeart som beskrevs av Daniel J. Bickel 1994. Austrosciapus sarinensis ingår i släktet Austrosciapus och familjen styltflugor. Inga underarter finns listade i Catalogue of Life.